# پروتیرلین
پروتیرلین (به انگلیسی: Protirelin)
رده درمانی: داروهای هورمونی
اشکال دارویی: قرص

## موارد مصرف
پروتیرلین برای درمان کم‌کاری تیروئید مورد استفاده قرار می‌گیرد ونیز ارزیابی علت هیپوتیروئیدی در مبتلایان به نقص عملکرد هیپوفیز یا هیپوتالاموس.

## مکانیسم اثر
پروتیرلین با اثر مشابه TRH باعث آزادسازی TSH هیپوفیز می‌شود. هم‌چنین باعث افزایش هورمون رشد و پرولاکتین می‌شود.